# Tumaraa
Tumaraa è un comune francese della Polinesia francese nelle Isole Sottovento.
Si estende sulla parte occidentale dell'isola di Raiatea, occupandone una superficie di 71 km². La popolazione, secondo il censimento del 2002, ammonta a 3.409 persone.
Il comune di è suddiviso amministrativamente nei quattro comuni associati di Fetuna, Tehurui, Tevaitoa, Vaiaau.
Attuale sindaco di Tumaraa è Cyril Tetuanui.